# Сарычат-Эрташский государственный заповедник
Сарычат-Эрташский государственный заповедник — особо охраняемая природная территория Кыргызстана, образованная в 1995 году, которая располагается на территории Иссык-Кульской области. Заповедник был организован постановлением Правительства Кыргызской Республики № 76 от 10 марта 1995 года в целях сохранения уникальных природных комплексов, редких и исчезающих видов животных и растений сыртовой зоны Иссык-Кульской области, а также поддержания общего экологического баланса региона.
Площадь заповедника составляет 134 140 гектар, в том числе 72 080 га — ядро заповедника, и 62 062 га — буферная зона. Офис заповедника находится в селе Барскаун. С западной стороны граница заповедника соприкасается с территорией золоторудного комбината Кумтор.

## Флора
Непосредственные сведения о флоре заповедника, кроме данных о сосудистых растениях, до недавнего времени отсутствовали. На основании региональных флористических исследований, климатических и биогеографических данных было сделано предположение об общей бедности флоры. На настоящий момент не было проведено инвентаризации лекарственных, красильных, ядовитых, а также эндемичных и редких растений. В то же время было отмечено наличие некоторых видов, включенных в Красную Книгу Кыргызстана, а именно лук Семенова, родиола линейнолистная, копеечник киргизский, тяньшаночка зонтиконосная, соссюрея обернутая, поповник эдельвейсовидный.. В 2008 году исследователями Иссык-Кульского Государственного Университета был составлен флористический список растений, произрастающих в заповеднике, включающий 293 вида.

## Фауна
Инвентаризация млекопитающих заповедника ещё не закончена. По предварительным данным там обитают порядка 25 видов. В то же время фауна птиц является достаточно изученной, и на настоящее время в заповеднике насчитывается не менее 87 видов. Несмотря на то, что на настоящее время нет свидетельств о наличии в заповеднике пресмыкающихся, направленные исследования, возможно, смогут выявить некоторые виды герпетофауны. Аналогично, в Летописи Природы заповедника отсутствуют данные об ихтиофауне, что вероятно отражает реальное состояние дел, вследствие суровых климатических условий и небольших размеров водоемов. Инвентаризация фауны беспозвоночных не проводилась; предполагается, что список видов будет весьма беден вследствие климатических условий высокогорья.